# Edvin Wide
Emil Edvin Wide, född 22 februari 1896 i Kimito, död 19 juni 1996 i Bromma, var en svensk, ursprungligen finlandssvensk, friidrottare (medel- och långdistanslöpning), lärare och kommunalpolitiker Han utsågs 1928 till Stor grabb nummer 48 i friidrott. Inom Sverige tävlade han för Enköpings Allmänna Idrottsförening (EAI) och IF Linnéa Stockholm.
Han erövrade OS-silver 1924 i grenen 10 000 meter löpning (efter Ville Ritola) och OS-brons 1924 och 1928 på 5 000 meter. Han blev tilldelad Svenska Dagbladets guldmedalj 1926.
Edvin Wide var son till lantbrukaren Emil August Hermansson och Emilia Karolina Forsberg. 
Edvin Wide flydde 1919 från Finland till Sverige efter Finska inbördeskriget av politiska skäl. Han blev svensk medborgare 1920. Wide arbetade som skollärare i Lundby utanför Enköping år 1920, och sedan på lika platser i Sverige, tills han 1946 blev överlärare i Stockholm. Han var 1938–1954 ledamot av Stockholms stadsfullmäktige för Socialdemokraterna. Han tävlade tre säsonger för EAI – Enköpings Allmänna Idrottsförening. Widegatan i Enköping och Edvin Widesvägen i Kimito är uppkallad efter Edvin Wide. Den 14 januari 1941 bildades i Knivsta klubben SK Vide, även den uppkallad efter Edvin Wide. Det finns en byst till minne av Edvin Wide av Ingrid Geijer-Rönningberg vid Stadion, Valhallavägen i Stockholm.
Finländska Sportpressen instiftade 2008 Edvin Wide-priset, som delas ut vid Finlandssvenska idrottsgalan – den vid 25 års ålder utflyttade Edvin Wide ihågkoms som finlandssvensk i sitt födelseland. Han är begravd på Bromma kyrkogård.

## Idrottprestationer

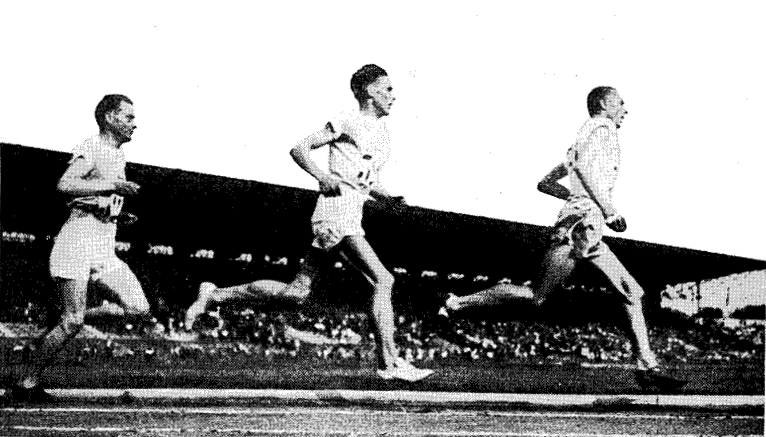
Wide (längst till höger) med de finska löparna Ville Ritola och Paavo Nurmi

Den 18 augusti 1923 slog Wide Eric Backmans svenska rekord på 5 000 meter från 1919 (14.51,0) genom att springa på 14.44,1. Några dagar senare, den 23 augusti i Stockholm slog han även John Zanders rekord på 1 500 m från 1917 med ett lopp på 3.54,2. 
Den 6 juni 1924 förbättrade Wide Eric Backmans svenska rekord på 10 000 meter från 31.02,2 till 30.55,2. Han behöll rekordet till 1939 då Thore Tillman övertog det.
År 1925 lyckades Wide i ett lopp den 18 juni i Stockholm pressa sitt svenska rekord på 5 000 meter till 14.40,4. Han fick behålla det till 1936 då Henry Kälarne förbättrade det. Han var detta år även med i IF Linnéas klubblag i stafett 4 x 1 500 meter som satte nytt världsrekord.
Den 11 september 1926 i Berlin kapade Wide ytterligare ett par sekunder på sitt svenska rekord på 1 500 meter, till 3.51,8. Han behöll det tills Eric Ny 1934 tog över det med ett lopp på 3.50,8.